# Robert Panara
Robert F. Panara (8 de julio de 1920 - 20 de julio de 2014) fue poeta, profesor y cofundador del Instituto Técnico Nacional para Sordos (NTID) y del Teatro Nacional de Sordos. Panara es considerado un pionero en los estudios de la cultura de sorda en los Estados Unidos. 

## Vida
Panara nació en 1920 en el Bronx de la ciudad de Nueva York, y perdió la audición de niño a causa de una meningitis espinal. Después de la secundaria, asistió y se graduó de Gallaudet College (ahora Universidad de Gallaudet).
Continuó enseñando en el Gallaudet College, antes de mudarse al Instituto de Tecnología de Rochester, donde ayudó a fundar el Instituto Técnico Nacional para Sordos (NTID).
Panara estaba muy interesada en el teatro y desarrolló algunas de las primeras obras para actores y audiencias sordas. Jugó un papel decisivo en la fundación del Teatro Nacional de los Sordos en relación con la Escuela Americana para Sordos. 

## Poesía
Panara era poeta y sus poemas recopilados se publicaron en 1997.
Traducción:

## Legado
En 1987, el Instituto de Tecnología de Rochester nombró su teatro de artes escénicas en su honor, y estableció un fondo de becas en su nombre.
En 2017, el Servicio Postal de los Estados Unidos emitió un sello en su serie Distinguished Americans en honor a Robert Panara.

## Otras lecturas
- Lang, Harry G. (2007). Teaching from the Heart and Soul: The Robert F. Panara Story. Washington, D.C.: Gallaudet University Press. ISBN 978-1-56368-358-9.

- Datos: Q29018852
- Multimedia: Male poets from the United States / Q29018852